# 230 Est 3103 à 3280

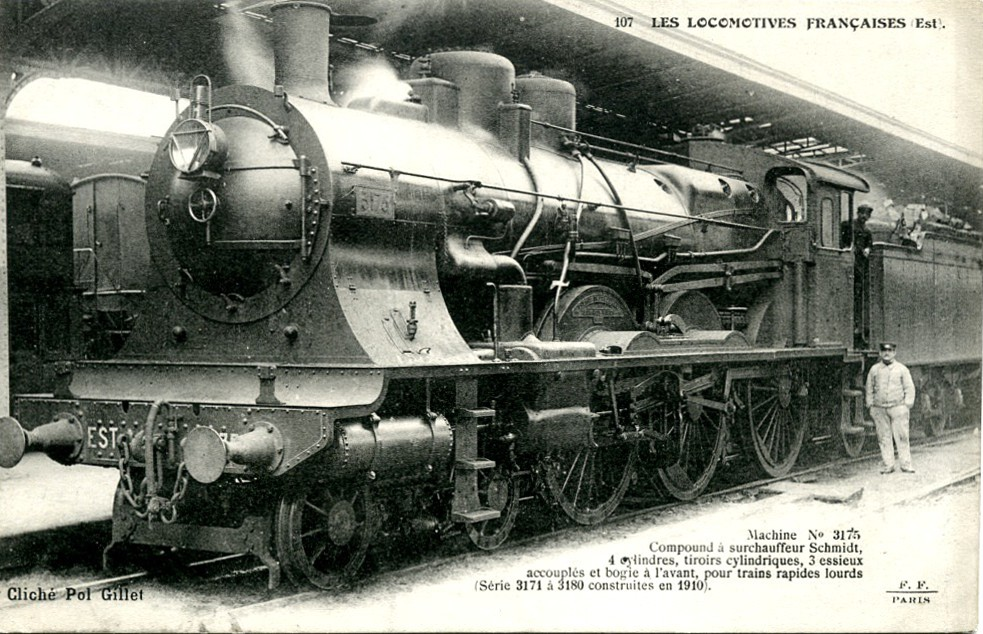
Locomotive compound 230 Est 3175 (série 3171 à 3190), 1910.

Les Ten wheel série 11 S numéros 3103 à 3280 sont des locomotives à vapeur construites par la Compagnie des chemins de fer de l'Est. Cette série, de disposition d'essieux 230, fut construite en neuf lots :
- 3103 à 3132 de 1906 à 1907 par les ateliers de la compagnie situés à Épernay
- 3133 à 3146 en 1908 par les ateliers de la compagnie situés à Épernay
- 3147 à 3150 en 1908 par les ateliers de la compagnie situés à Épernay
- 3151 à 3170 de 1908 à 1909 par les ateliers de la compagnie situés à Épernay
- 3171 à 3190 en 1911 par la société Krauss-Maffei de Munich
- 3191 à 3210 de 1912 à 1913 par les ateliers de la compagnie situés à Épernay
- 3211 à 3230 en 1913 par la SACM de Belfort
- 3231 à 3280 de 1925 à 1927 par la société Batignolles-Châtillon de Nantes

## Genèse
Satisfaite des résultats des 230 Est 3401 à 3500 (futures : 1-230 A 401 à 500 ), et devant le manque de puissance à venir des machines à 2 essieux accouplées, la Compagnie des chemins de fer de l'Est fit construire en ses ateliers d'Épernay une copie de ces machines, mais avec une chaudière plus puissante et des roues d'un plus grand diamètre. Ainsi sont nés les prototypes 3101 et 3102 qui seront d'abord classés série 9, mais bien vite ces machines furent classées série 11 car elles répondirent bien mieux que les espoirs mis en elles. La série entière fut construite avec des dimensions encore supérieures et des perfectionnements qui furent aussi appliqués aux 2 prototypes.
Cette série de 178 unités présentait des différences entre les lots mais néanmoins on peut distinguer deux sous-séries avec les 3103 à 3230 d'un côté et les 3231 à 3280 de l'autre.

## Description
Elles disposaient d'un moteur compound à quatre cylindres décroisés de type « Du Bousquet De Glehn » avec les cylindres HP extérieurs et les cylindres BP intérieurs. Le foyer était de type « Belpaire » et l'échappement à valves pour les premières machines mais il fut vite remplacé par un trèfle à 3 jets. La distribution était du type « Walschaerts ». Le bogie était à longerons intérieurs et avait un déplacement latéral de + ou - 53 mm et il était freiné.

## Utilisation et services

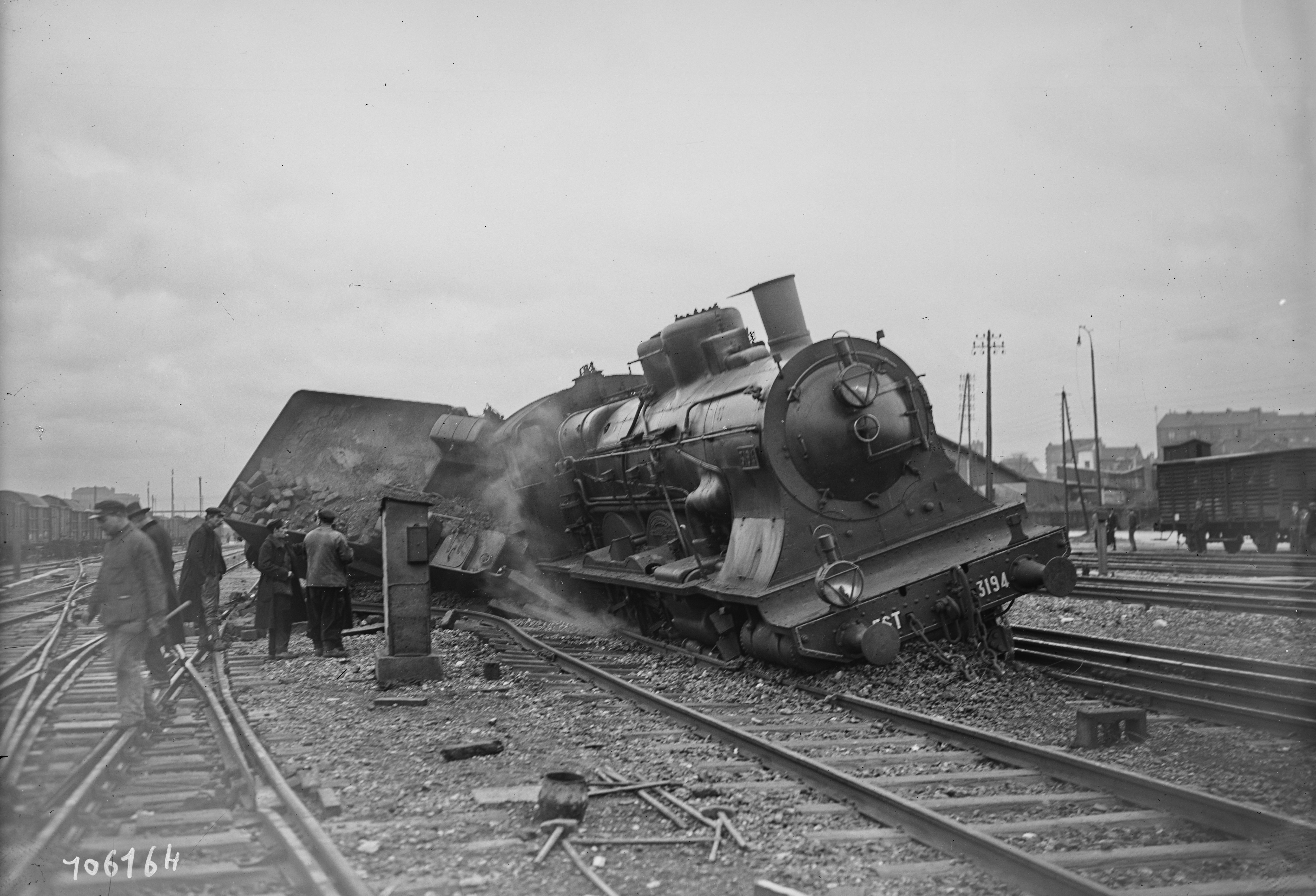
La locomotive 3194, accidentée le 22/12/1925 à Noisy-le-Sec.

Les machines des 2 premiers lots ne disposaient pas à l'origine d'éléments surchauffeurs et étaient classées dans la série 11 mais par la suite, de 1912 à 1914, elles furent équipées d'éléments DM 3 ou DM 4 et rentrèrent ainsi dans la série 11 S. Les modèles de surchauffeurs furent :
- des éléments « Schmidt » pour les 3147 à 3164 et les 3191 à 3230
- des éléments « Mestre » pour les 3165 à 3169
- un hélicoïdal pour les 3170 à 3190
- un hélicoïdal en cascade pour les 3166 à 3170

Par la suite et dans un souci d'uniformisation toutes les machines reçurent des éléments DM 3 ou DM 4 comme les machines des 2 premiers lots et les 3231 à 3280.
Les machines 3126 à 3132 avaient, en plus, un sécheur de vapeur entre les cylindres HP et BP situé dans la boîte à fumée ce qui modifia l'aspect du support de ladite boîte. La porte de la boîte à fumée était bombée de façon sphérique et s'appuyait sur une portée plate pour les 3103 à 3230 alors qu'elle avait une couronne plate et s'appuyait sur une portée en saille pour les 3231 à 3280.
Certaines unités furent équipées d'un réchauffeur de type « ACFI » avec en tête de série la 3237 en 1927. Les 3103 à 3164 disposaient de 2 dômes de prise de vapeur alors que les suivantes n'en disposaient plus que d'un. Les locomotives 3103 à 3150 disposaient d'une porte sur le côté droit permettant l'accès direct au tablier.
À partir de 1925 furent essayées plusieurs solutions pour éviter les rabattements de fumée. On trouve ainsi la 3188 qui reçut un paraboloïde de Prandtl, la 3244 qui reçut une cheminée carrée (!) et 13 machines qui reçurent diverses enveloppes de tôles réunissant les différents dômes, la sablière et la cheminée. De tous ces essais on arriva finalement à des écrans pare-fumées de petite taille de forme rectangulaire à bords arrondis (typique de ces machines !).
En 1925 fut mise en service la 3240 qui possédait une chaudière timbrée à 20 kg/cm2. C'était la première machine européenne à disposer d'un tel timbre mais il ne fut pas maintenu et la machine retrouva un timbre identique au reste de la série.
Affectées aux dépôts de vitesse de la Compagnie on les retrouve ainsi à : Paris la Villette, Noisy-le-Sec, Chaumont, Châlons-sur-Marne, Reims, Nancy, Mohon et Chalindrey. Elles permirent un relèvement des cadences sur tous les trains express et rapides.
En 1938, les 28 machines restantes devinrent les 1-230 J entre 108 et 219 à la SNCF car toutes les autres ont subi des modifications et deviendront les 230 Est 230 103 à 230 280 (futures : 1-230 K 103 à 280 ). Ces transformations ont commencé en 1932 et se poursuivront jusqu'en 1946 avec les dernières 1-230 J.
Constituant la série de Ten wheel la plus importante, elles furent aussi les plus puissantes. Sous cette forme ou sous celle des 230 Est 230 103 à 230 280 (futures : 1-230 K 103 à 280) elles ont aussi constitué les meilleures machines de vitesse et les plus typiques de la Compagnie des chemins de fer de l'Est.
Les 3101 et 3102 furent réformées pour 1933.

## Tenders
Les tenders qui leur étaient accouplés furent :
- des tenders à 3 essieux contenant 22 m3 d'eau et 8 t de charbon immatriculés 3103 à 3230 puis 1-22 A 103 à 230

Les 3231 à 3280 étant destinées à faire de longs trajets il fut décidé de les équiper de l'attelage côté tender du type « TI (tender interchangeable) » et de la plate-forme du type « Mestre ». On trouve ainsi accouplés :
- des tenders à bogies contenant 26,6 m3 d'eau et 7 t de charbon immatriculés 25041 à 25094 puis 1-25 C 41 à 94
- des tenders toujours à bogies mais contenant 32 m3 d'eau et 10 t de charbon immatriculés 32001 à 32025 puis 1-32 A 1 à 25
- des tenders toujours à bogies mais avec la même contenance que les 1-32 A 1 à 25 mais différents immatriculés 32026 à 32050 puis 1-32 B 26 à 50
- et enfin des tenders toujours à bogies et analogues aux 32 B, du moins par le châssis, contenant 35 m3 d'eau et 7 t de charbon immatriculés 35001 à 35082 puis 1-35 A 1 à 82

## Caractéristiques
- Pression de la chaudière : 16 kg/cm2
- Surface de grille : 3,16 m2 sauf pour les 3231 à 3280 : 3,14 m2
- Surface de chauffe : 218,7 m2
- Surface de surchauffe : de 32,1 m2 à 47,5 m2
- Diamètre et course des cylindres HP :
  - 360 mm × 680 mm pour les 3103 à 3148
  - 390 mm × 680 mm pour les 3149 à 3230
  - 405 mm × 680 mm pour les 3231 à 3280
- Diamètre et course des cylindres BP : 590 mm × 680 mm
- Diamètre des roues du bogie : 920 mm
- Diamètre des roues motrices : 2 090 mm
- Masse à vide : de 70,3 t à 72,7 t
- Masse en ordre de marche : de 76,5 t à 78,6 t
- Masse adhérente : de 53,2 t à 54,7 t
- Longueur hors tout : 11,790 m
- Masse du tender en ordre de marche : sera mis plus tard
- Masse totale : sera mis plus tard
- Longueur totale : 19,423 m (3191 à 3230) 22,035 m (3231 à 3280)
- Vitesse maxi en service : 120 km/h

## Sources
- Jean Gillot, Les locomotives à vapeur de la S.N.C.F. Région Est, Éditions Picador, édition 1976
- Différents articles des revues :
  - RMF
  - Le Train